# Ivan Tisci
Ivan Tisci (Genova, 22 marzo 1974) è un allenatore di calcio, dirigente sportivo ed ex calciatore italiano, di ruolo centrocampista, tecnico del Pineto.

## Carriera

### Giocatore
Ha esordito in Serie A il 12 dicembre 1993 con la maglia del Genoa in Genoa-Foggia (1-4).
In seguito ha militato nel Pescara in Serie B, prima di tornare a giocare in Serie A nel Vicenza nel 1999 (6 presenze). Successivamente ha giocato in cadetteria nel Savoia, ancora col Pescara e poi con Modena, Crotone, Foggia, Paganese e Lanciano.
Nell'agosto 2009 ha firmato un contratto con l'Avellino. Per il centrocampista si è trattato di un ritorno, avendo già vestito la maglia biancoverde nella stagione 2003-2004 agli ordini di Zdeněk Zeman. Il 4 gennaio 2010 si è trasferito alla Sambonifacese, firmando un contratto fino al 30 giugno 2010 con opzione per la stagione successiva.
Si è ritirato il 2 giugno 2011 in un'amichevole disputatasi a Milano Marittima, giocando in una partita con ex calciatori come Christian Vieri e personaggi del mondo dello spettacolo.
Tuttavia nel 2012, dopo i problemi dovuti all'inchiesta sul calcioscommesse, è tornato a giocare firmando con il Cervia, militante nel locale campionato di Promozione.
Nel dicembre 2013 si è trasferito al Fosso Ghiaia, militante nel campionato di Promozione. Nella stagione 2015-2016 è tornato al Cervia, dove ha chiuso definitivamente la carriera da calciatore.

### Dopo il ritiro
Il 2 maggio 2011 ha ottenuto la qualifica di direttore sportivo. Dopo il ritiro è diventato il direttore sportivo del Cervia.
Tra il 2018 e il 2019 è collaboratore tecnico di Cristian Bucchi al Benevento e all’Empoli.
Nel settembre del 2020 inizia a frequentare a Coverciano il corso UEFA A per poter allenare le prime squadre fino alla Serie C ed essere allenatori in seconda in Serie A e B.
L'11 Aprile 2022 assume la guida del Bisceglie, in Serie D, subentrando all'esonerato Danilo Rufini. A fine stagione dopo non essere riuscito ad evitare la retrocessione in Eccellenza, lascia il club ma rimane sempre in Puglia e sempre in Serie D, trovando l'accordo con il Fasano.
Nell'estate 2023 si accorda con l'Audace Cerignola, squadra di Serie C, dove subentra a Michele Pazienza. Viene esonerato l'11 marzo 2024 con gli ofantini all'undicesimo posto.
Il 10 ottobre 2024 subentra sulla panchina del Pineto, militante in Serie C, con la squadra al diciottesimo posto del girone B. Termina la stagione regolare al settimo posto e ai play-off il Pineto si ferma al primo turno venendo eliminato dalla Pianese.

### Scandalo calcio-scommesse
Il 1º giugno 2011 è stato inserito nel registro degli indagati nell'ambito dello scandalo calcio-scommesse. Secondo gli inquirenti sarebbe stato il riscossore dei soldi della puntata di Taranto-Benevento. Decise poi a luglio di patteggiare la pena di un anno di squalifica.
All'alba del 28 maggio 2012, a un anno di distanza dall'altro scandalo che lo aveva coinvolto, venne arrestato nell'ambito dell'operazione condotta dalla procura di Cremona, denominata Last Bet, sempre relativa al calcio-scommesse. A Tisci sono state contestate intercettazioni telefoniche che dimostrerebbero i contatti del calciatore con la cosiddetta banda degli ungheresi, gruppo che gestiva illegalmente le scommesse.
Il 9 febbraio 2015 la procura di Cremona, terminate le indagini, ha formulato per lui e altri indagati le accuse di associazione a delinquere e frode sportiva.

## Statistiche

### Statistiche da allenatore
Statistiche aggiornate al 4 maggio 2024.
| Stagione        | Squadra          | Campionato      | Campionato | Campionato | Campionato | Campionato | Coppe nazionali | Coppe nazionali | Coppe nazionali | Coppe nazionali | Coppe nazionali | Coppe continentali | Coppe continentali | Coppe continentali | Coppe continentali | Coppe continentali | Altre coppe | Altre coppe | Altre coppe | Altre coppe | Altre coppe | Totale | Totale | Totale | Totale | % Vittorie | Piazzamento       |
| Stagione        | Squadra          | Comp            | G          | V          | N          | P          | Comp            | G               | V               | N               | P               | Comp               | G                  | V                  | N                  | P                  | Comp        | G           | V           | N           | P           | G      | V      | N      | P      | %          | Piazzamento       |
| --------------- | ---------------- | --------------- | ---------- | ---------- | ---------- | ---------- | --------------- | --------------- | --------------- | --------------- | --------------- | ------------------ | ------------------ | ------------------ | ------------------ | ------------------ | ----------- | ----------- | ----------- | ----------- | ----------- | ------ | ------ | ------ | ------ | ---------- | ----------------- |
| apr.-mag. 2022  | Bisceglie        | D               | 6          | 3          | 1          | 2          | CI-D            | -               | -               | -               | -               | -                  | -                  | -                  | -                  | -                  | -           | -           | -           | -           | -           | 6      | 3      | 1      | 2      | 50,00      | Sub., 19º (retr.) |
| 2022-2023       | Fasano           | D               | 34         | 11         | 11         | 12         | CI-D            | 2               | 1               | 0               | 1               | -                  | -                  | -                  | -                  | -                  | -           | -           | -           | -           | -           | 36     | 12     | 11     | 13     | 33,33      | 9º                |
| 2023-mar. 2024  | Audace Cerignola | C               | 31         | 8          | 16         | 7          | CI-C            | 1               | 0               | 0               | 1               | -                  | -                  | -                  | -                  | -                  | -           | -           | -           | -           | -           | 32     | 8      | 16     | 8      | 25,00      | Eson.             |
| ott. 2024-2025  | Pineto           | C               | 30+1       | 14         | 8          | 8+1        | CI-C            | -               | -               | -               | -               | -                  | -                  | -                  | -                  | -                  | -           | -           | -           | -           | -           | 31     | 14     | 8      | 9      | 45,16      | Sub., 7º          |
| 2025-2026       | Pineto           | C               | 0          | 0          | 0          | 0          | CI-C            | 1               | 0               | 1               | 0               | -                  | -                  | -                  | -                  | -                  | -           | -           | -           | -           | -           | 1      | 0      | 1      | 0      | &0,00      | in corso          |
| Totale Pineto   | Totale Pineto    | Totale Pineto   | 31         | 14         | 8          | 9          |                 | 1               | 0               | 1               | 0               |                    | -                  | -                  | -                  | -                  |             | -           | -           | -           | -           | 32     | 14     | 9      | 9      | 43,75      |                   |
| Totale carriera | Totale carriera  | Totale carriera | 102        | 36         | 36         | 30         |                 | 4               | 1               | 1               | 2               |                    | -                  | -                  | -                  | -                  |             | -           | -           | -           | -           | 106    | 37     | 37     | 32     | 34,91      |                   |